# Hermannia grandifolia
Hermannia grandifolia är en malvaväxtart som beskrevs av Nicholas Edward Brown. Hermannia grandifolia ingår i släktet Hermannia och familjen malvaväxter. Inga underarter finns listade i Catalogue of Life.